# كيري شيرمان
كيري شيرمان (بالإنجليزية: Kerry Sherman)‏ هي ممثلة أمريكية، ولدت في 4 أكتوبر 1953 في لوس أنجلوس في الولايات المتحدة.

## وصلات خارجية
- كيري شيرمان على موقع IMDb (الإنجليزية)
- كيري شيرمان على موقع ألو سيني (الفرنسية)
- كيري شيرمان على موقع أول موفي (الإنجليزية)
- كيري شيرمان على موقع قاعدة بيانات الأفلام السويدية (السويدية)
- كيري شيرمان على موقع قاعدة بيانات الفيلم (الإنجليزية)
- كيري شيرمان على موقع كينوبويسك (الروسية)